# 위즈덤 항공
위즈덤 항공(영어: Wisdom Airways)은 태국 북서부 지역에서 운항하는 지역 항공사였으며, 치앙마이 국제공항에 기지를 두고 있다. 2019년 5월 13일, 항공사는 모든 운항을 중단했다.

## 역사
위즈덤 항공은 칸 항공이 폐업한 후 노선을 인수하려고 했다. 위즈덤 항공은 칸 항공과 같은 조종사를 고용하고, 같은 노선을 운항했지만, 위즈덤 항공과는 아무런 연관성도 부인했다. 위즈덤 항공은 2017년 12월 1일부터 운항을 시작할 예정이었다.
위즈덤 항공은 결국 2019년 5월 13일에 모든 운항을 중단했다.

## 항공기
위즈덤 항공은 HS-WIA와 HS-WIS를 포함한 여러 대의 세스나 208 캐러밴 항공기를 운항했다.
또한 더 큰 항공기인 드 하빌랜드 캐나다 DHC-6 트윈오터를 인수할 계획을 가지고 있었다.

## 목적지
2018년 6월 25일 치앙마이 국제공항과 매홍손 공항 사이에 새로운 서비스를 개시하였다.